# Gail Neall
Gail Neall (Australia, 2 de agosto de 1955) es una nadadora australiana retirada especializada en pruebas de cuatro estilos, donde consiguió ser campeona olímpica en 1972 en los 400 metros.

## Carrera deportiva
En los Juegos Olímpicos de Múnich 1972 ganó la medalla de oro en los 400 metros estilos, con un tiempo de 5:02.97 segundos que fue récord del mundo, por delante de la canadiense Leslie Cliff  y la italiana Novella Calligaris.
Y en los Juegos de la Mancomunidad de Edimburgo 1973 ganó la plata en 400 metros estilos.